# 光齒斑鮃
光齒斑鮃為輻鰭魚綱鰈形目鰈亞目牙鮃科的其中一種，分布於印度西太平洋區，主要出現在澳洲海域、半鹹水及淡水水域，棲息深度可達150公尺，身體褐色，2個顯著的假眼斑在側線上面與下面，一個黑色斑塊位於側線的直線與彎曲部分的會合處，體長可達34分，棲息在沙泥底質底層水域、河口區，以底棲生物為食，生活習性不明，可作為食用魚。